# Caça d'escorta

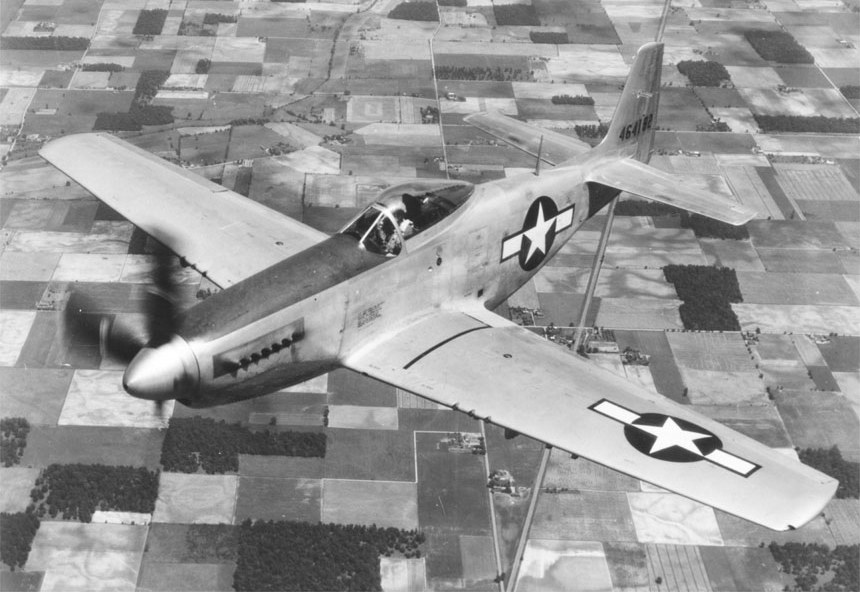
El P-51 Mustang és un dels caces d'escorta més coneguts de la Segona Guerra Mundial.

El caça d'escorta fou un concepte de la Segona Guerra Mundial per a un avió de caça dissenyat per escortar els bombarders durant el trajecte d'anada i tornada fins a llurs objectius. Es diferencia considerablement en disseny dels caces defensius d'altes prestacions i curt abast com l'Spitfire, els caces d'escorta sovint eren inferiors en un combat tancat o dogfight. El caça d'escorta ideal tenia llarg abast, un temps en combat de llarga durada per protegir els bombarders i força combustible intern per poder tornar a la base.

## Ús a la Luftwaffe
Durant la batalla d'Anglaterra, la Luftwaffe va fer servir els caces Messerschmitt Bf 109 i Bf 110 amb base a França com a caça bombarders d'escorta. Volant juntament amb els bombarders mitjans Heinkel He 111 i Junkers Ju 88, podien llançar llur petita càrrega de bombes i durant un breu període matnenir allunyats els caces britànics. El Bf 109, però, estava operant al límit del seu abast, i el Bf 110 tenia un rendiment inferior, com a escortes només proporcionaven una protecció limitada.